# 勒布河
12°2′N 37°35′E / 12.033°N 37.583°E
勒布河是埃塞俄比亞的河流，位於該國中北部，發源自古納山，最終注入塔納湖，世界銀行在2007年6月21日宣布批准為一項涵蓋該河的灌溉和排水項目提供1億美元信貸。